# Ичкеринское сражение
Ичкеринское сражение — сражение в мае-июне 1842 года в Ичкеринском лесу, на возвышенности Кожалг-Дук — селения Шуани в Чечне, между русскими войсками под командованием генерала Павла Граббе и чеченскими войсками под командованием ичкерийских генералов Шуаиба Центороевского и Уллубий-Муллы Ауховского. Целью похода русских войск было разрушение аула Дарго. Однако отряду не удалось дойти до крепости, из-за больших потерь Граббе вынужден был отступить.

## Предыстория
Весной 1842 года командование российского Отдельного Кавказского корпуса решило нанести сокрушительный удар по главному опорному пункту имама Шамиля — крепости Дарго. Возглавил экспедиционный отряд генерал-адъютант Павел Граббе.
Воспользовавшись тем, что основные силы кавказских горцев во главе с имамом Шамилём находились в Кази-Кумухе (Дагестан, казикумухцы — предки современных лакцев), генерал-адъютант П. Х. Граббе направился в поход к столице имамата — аулу Дарго. Отряд Граббе состоял из 12 батальонов пехоты, роты сапёров, трёх сотен казаков (около 10 тыс. человек) и 24 орудий (по другим данным 16 орудий). Десятитысячному русскому отряду противостояли отряды ичкеринских и ауховских чеченцев (во главе с наибом Ауха Уллубий-Муллой) под общим командованием наиба Ичкерии Шуайба-Муллы Центороевского, численностью, по свидетельству участника и историка Кавказской войны А. Л. Зиссермана, «по самым щедрым расчётам до полутора тысяч». Бои в горных ущельях по маршруту экспедиции продолжались с 30 мая по 2 июня 1842 года. В ходе сражения чеченцы использовали тактику рассыпного строя и «кочующую» артиллерию (состоявшую в основном из трофейных орудий).

## Ход сражения
30 мая весь экспедиционный отряд (12 батальонов пехоты, рота саперов, 350 казаков, 24 орудия, при большом транспорте с продовольственными и боевыми запасами, до 3000 тысяч лошадей), выступил из Герзель-аула вверх по реке Аксай и в семи верстах на реке Газеин, остановился на ночь. В этот день при движении была небольшая перестрелка.
Дорога по которой двигалась колонна все время извивалась по узкому гребню, пересекаемая оврагами и глубокими впадинами, впадающими в Аксай; чем дальше, тем лес становился гуще, поляны встречались реже. С вечера 30 мая начался дождь, ещё значительней испортив дорогу.
31 числа, отряд прошёл только 4 версты. Дождь прекратился и вместе с тем показались чеченцы: они преимущественно нападали на правое прикрытие колонны и на арьергард; стреляли с деревьев, из балок, из-за поваленных деревьев чинар поражая людей и в цепяхь, и в колонне. К вечеру отряд сделал ещё около 4 верст до урочища Башиль-Ирзау, потеряв уж 72 человека выбывшими из строя.

### Штурм завала Шуаиба-Муллы

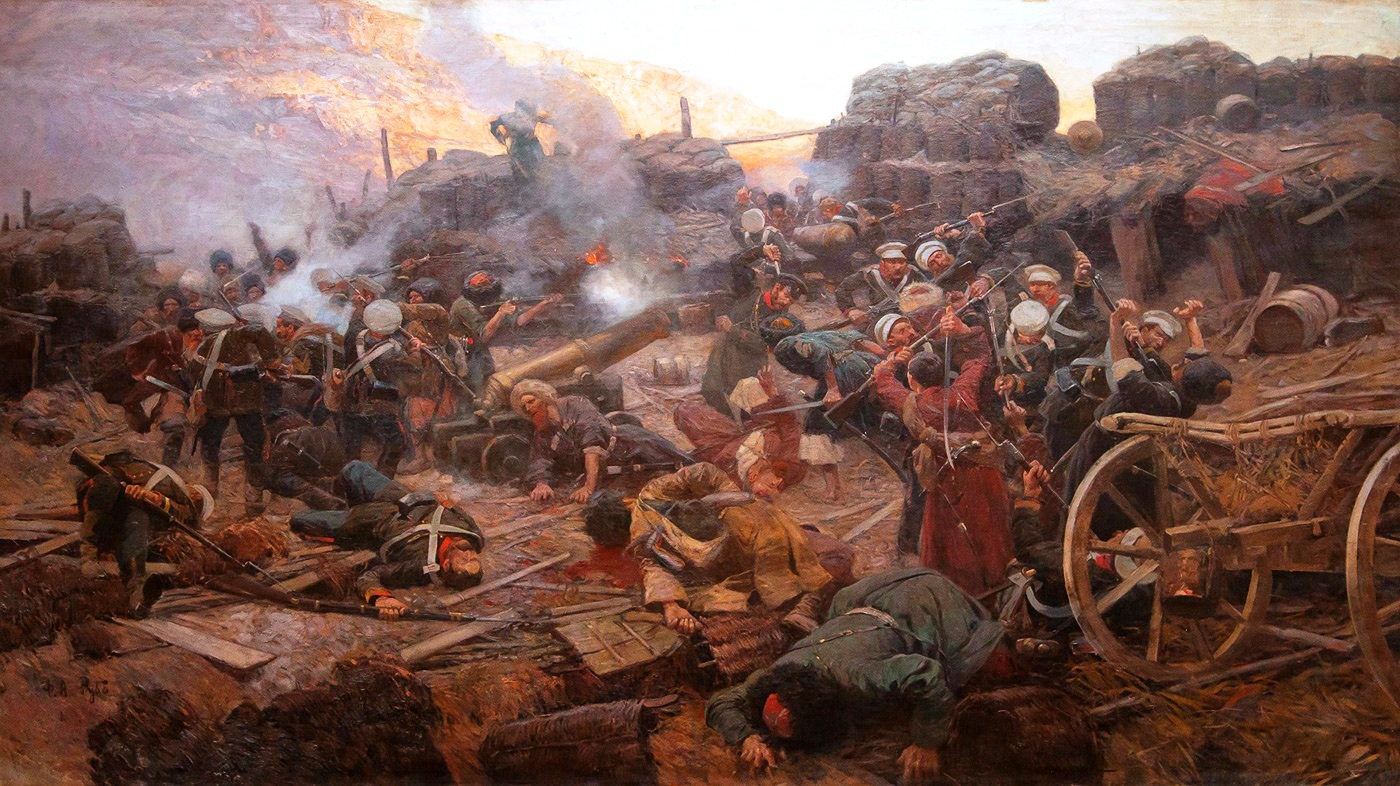
«Битва в горах» сцена из Кавказской войны. Рубо Ф., 1890 г.

1 июня отряд продолжал движение. Авангарду из первого и второго батальонов Кабардинского полка, под командою генерал-майора Лабынцова, приходилось постоянно выбивать неприятеля из завалов, устроенных поперек дороги, не менее тридцати таких засек было уже взято штурмом. Оставался главный завал на урочище Кожалг-Дук, защищаемый партией Шуаиба-Муллы, но и этот был взят с большими потерями пал командир первого батальона Кабардинского полка Островский, почти все офицеры авангарда были убиты или ранены. Командир второго батальона, майор Шуляковский был тяжело ранен. Бой в боковых цепях и арьергарде продолжался с прежней силой. Куринцы вели постоянный рукопашный бой с наседающим противником. В этот день отряд потерял убитыми и ранеными 500 человек.
Дорогу постоянно приходилось расчищать от завалов при этом гибли сапёры от выстрелов, для переправы двух орудий через овраг потребовался батальон и два часа времени.. После ночного отдыха генерал Граббе понимаю тяжелую ситуацию отряда, обременённого ранеными и отсутствием воды, к тому же горцы могли получить новые подкрепления из разных аулов и занять в тылу трудные места дороги тем самым преградив обратную дорогу к Герзель-аулу, отдал приказ к отступлению, несмотря на то, что укрепленный аул Дарго, который являлся целью похода, находился на расстоянии 12 верст.
2 июня, отряд начал обратное движение посреди ожесточённого боя, кипевшего в арьергарде состоящего из двух Кабардинских батальонов. Лабынцову было приказано тронуться только тогда, когда весь отряд уже вытянется наверх из глубокой впадины, в которой он на походе был захвачен ночью и простоял до рассвета, двум же батальонам Куринцев приказано было занять те места, где накануне Кабардинцы брали главный завал, чтобы обеспечить движение обозов и раненых в главной колонне.
Едва горцы заметили начало отступления, они окружили войска со всех сторон, и начали обстрел из лесной чащи, главная атака велась в хвосте колонны. Горцы отчаянно врезались в колонну боковых цепей с обнаженными шашками и кинжалами встречая выстрелы и штыки.

Каждый гик с обнаженными шашками встречал картечные выстрелы, «ура» и штыки. Сдвинув папахи на затылок бритых голов, или сняв и засунув их за пояс, засучив рукава, подобрав полы черкесок, чтобы ничто не мешало движениям, рассвирепевшие чеченцы, подобно дикому, хищному зверю, с ловкостью тигра, совершали отчаянные прыжки, кидаясь на цепь, или чуть-чуть удалившегося на шаг от колонны солдата, нанося привычной, ловкой рукой смертельные удары шашками и падая в свою очередь от штыка.— военный историк А. Л. Зиссерман
Отступление арьергарда, по плохой местности, при необходимости прежде спустится по тропинке в Кажелыковский овраг, имевший с одной стороны отвесный обрыв, с другой — крутой лесистый склон. Через каждые несколько шагов приходилось останавливаться, делая иногда пять шагов назад и едва столько же вперёд.
В то время, когда в хвосте колоны происходил ожесточённый бой, ичкеринцы в одном удобном месте внезапно ринулись толпой в тянувшийся обоз, почти истребили шедшие в прикрытии с правой стороны две роты, перебили много артиллерийских лошадей, произвели полное расстройство и успели захватить 6 лёгких орудий.

Подполковник Виттерт с двумя батальонами вернулся назад в лес. С сжимающими в руках сабли офицерами во главе, с криком «ура» и со штыками наперевес бросились солдаты на столпившихся вокруг захваченных пушек горцев. Телесная усталость в пылу атаки исчезла, как чудо. Храбрый подполковник Гам, пришпорив своего коня, пробился к пушкам. Здесь он умер героической смертью, разрубленный чеченской шашкой на две части, при этом держа руку на бронзовом дуле пушки.
— Мориц Вагнер «Кавказ и страна казаков с 1843 по 1846 годы»
Командир третьего батальона Кабардинского полка (бывший в боковой колонне), подполковник Траскин бросился туда, вытеснил неприятеля из главной колонны и отбил обратно пушки. Горцы однако ещё несколько раз пытались врываться на дорогу и в ряды обоза и всякий раз Траскин отбивал атаку, бросался впереди егерей на неприятеля, пока не пал мёртвым, сражённый несколькими пулями..
Дорога была завалена трупами людей, лошадей, изломанными повозками, брошенными зарядными и патронными ящиками, неприятель наступал с неистовством, все части более или менее расстроились от потери офицеров. А в арьергарде Кабардинцы гибли от убийственного огня, хотя и дорого продавали жизнь свою. В тяжёлые минуты, когда, ослабев от жары и жажды, потеряв половину людей, они уже отчаялись удержаться в хвосте колонны и заграждать свободный путь горцам в тыл главной колонны, но в это время подоспел полковник Козловский с двумя ротами четвёртого батальона, менее других пострадавшего. Это подкрепление ободрило утомлённых до крайности людей первого и второго батальонов, дало возможность сменить цепь и продолжать отступление. Артиллерийская прислуга была почти совсем истреблена, офицеры сами заряжали орудия и картечь без умолку осыпала лес.

### Завершение сражения

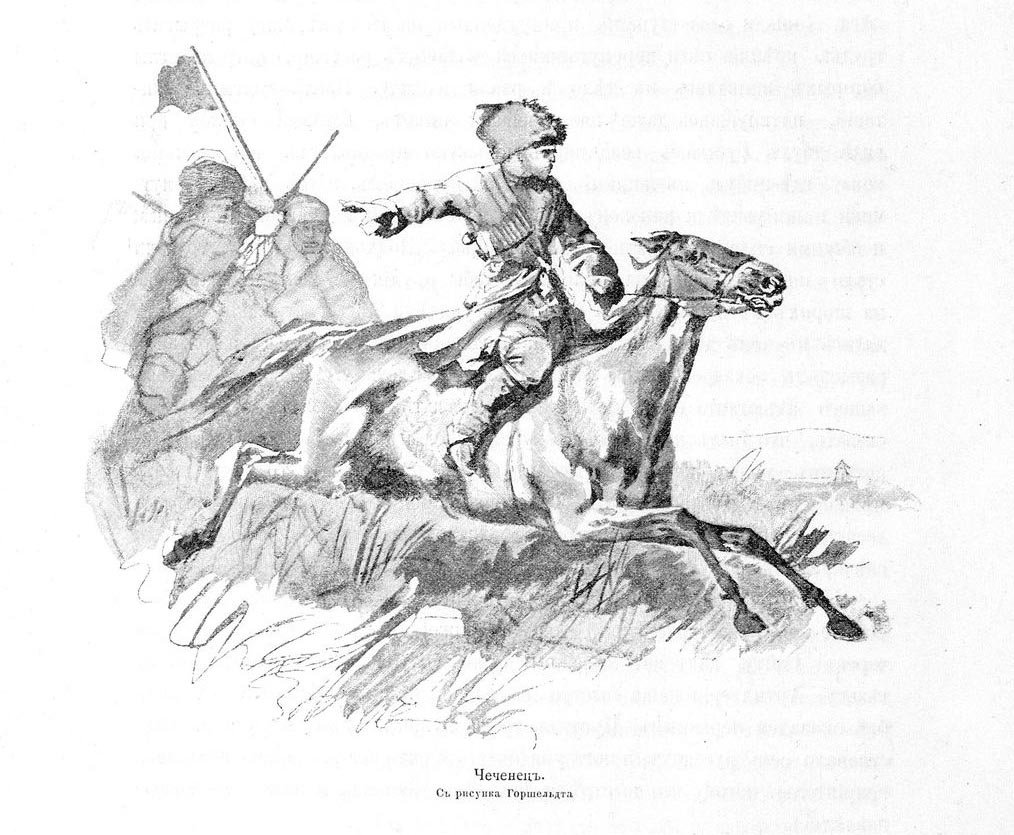
Чеченец, рисунок Теодора Горшельта, периода 1858—1861 годов.

Кое-как выбравшись, наконец из оврага, войска немного стянулись и сделали вид, будто располагаются на ночлег, чтобы обмануть неприятеля, который после дневного боя обыкновенно расходился по ближайшим селениям и хуторам на отдых, чтобы с рассветом возобновить дело.
Как только совсем стемнело, отряд побросав в пропасть все излишние тяжести и разместив кое-как раненых, в глубокой тишине двинулся далее и к рассвету достиг урочища Башиль-Ирзау.
3 июня, с восходом солнца, преследование возобновилось, но уже не так упорно, и войска прибыли в урочище Газеин к вечеру. В одном месте только неприятель так сильно атаковал арьергард батальон Куринцев, что пришлось отрядить подкрепление из батальона Кабардинцев под командой майора Евдокимова.
4 июня войска, уже слабо преследуемые, вышли к Герзель-аулу, оставив в руках неприятеля одно полевое орудие и большую часть своих тяжестей.

#### Потери
Потеряв 66 офицеров и более 1700 солдат убитыми, ранеными и пропавшими без вести, и в том числе всю артиллерийскую прислугу, Граббе был вынужден отступить. По другим данным начальника штаба Кавказской линии Г. И. Филипсона потери отряда Граббе составили — более 4.000 убитыми и ранеными. Потери чеченцев составили 300 человек. Чеченцами было захвачено орудие (по другим данным — 2).

## Итог

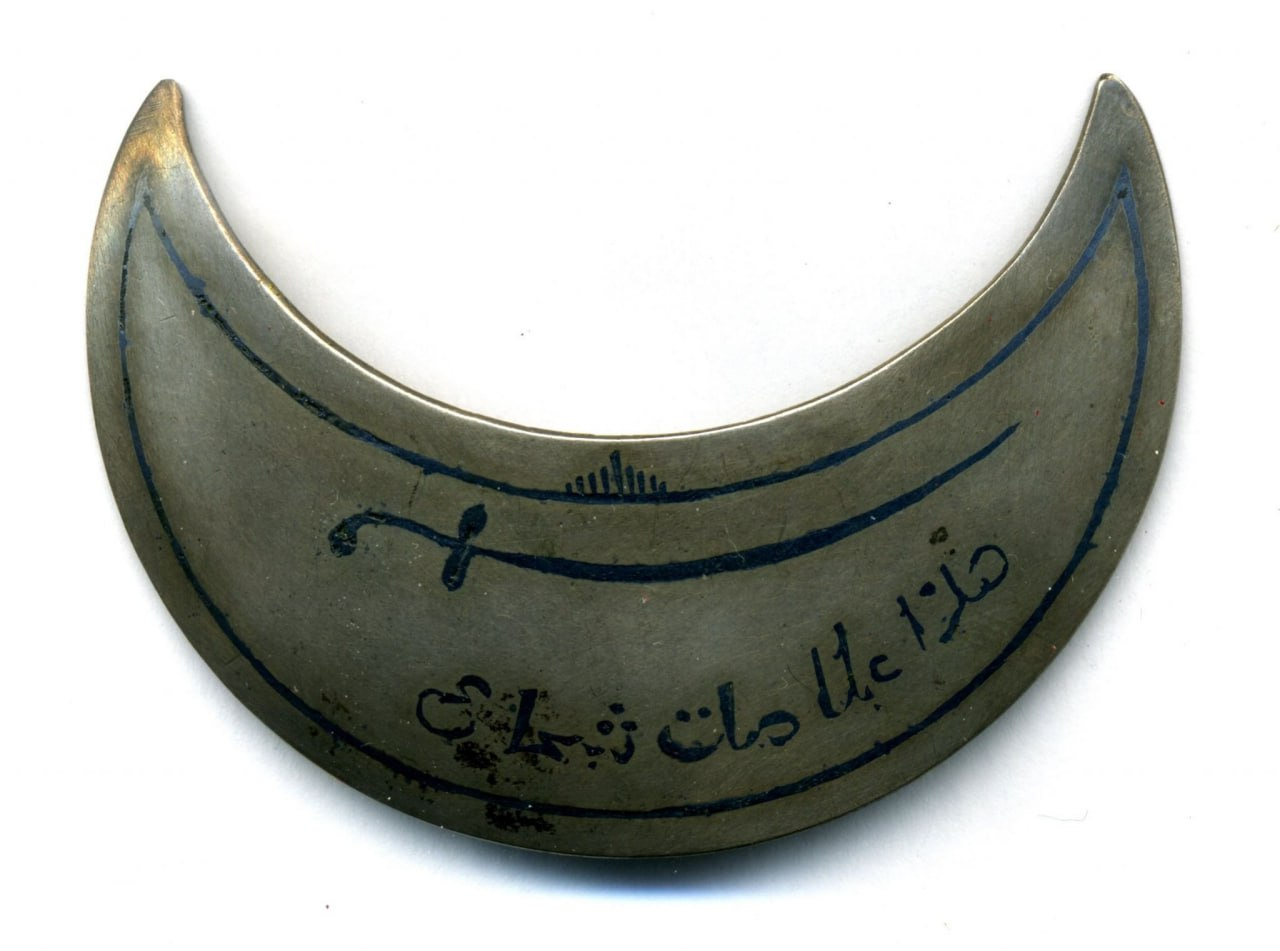
«Это храбрецы, которые не бегут от боя и живут среди опасностей»

Участники сражения получили в награду от Шамиля знамёна и медали. Так, Шуайб-мулла Центороевский и Уллубий-мулла Ауховский были награждены тремя расшитыми золотом знаменами и орденами в виде звезды с надписью «Нет силы, нет крепости, кроме Аллаха». Байсангур Беноевский получил медаль за храбрость. Тактику, использованную в ходе Ичкеринского сражения, горцы впоследствии применяли в течение всей войны. Павел Граббе был отстранён от командования, несмотря на его прежние заслуги (правда в 1865 году, при Александре II, получил титул графа), и покинул Кавказ.

## В искусстве
- Одна из маршевых песен Куринского 79-го пехотного полка посвящена Ичкеринскому сражению — «Поход в Ичкерию 1842 года»[14].

## Память
- После завершения Кавказской войны был установлен памятник павшим солдатам Куринского и Кабардинского полков в ауле Дарго. Во время Октябрьской революции 1917 памятник был разрушен[15].

- 5 июля 1994 года на хребте Кожалгин-дук (чеч. Кожалгин-дукъ) хребет у села Шуани был установлен памятник в честь Ичкеринского сражения. В период военных действий в Чечне памятник был уничтожен военнослужащими[16].